# Strange and Beautiful (Crimson Glory)
Strange and Beautiful è il terzo album della band prog metal Crimson Glory, pubblicato nel 1991. È il primo album realizzato dopo l'abbandono da parte del chitarrista Ben Jackson e del batterista Dana Burnell. Questa è anche la prima produzione con la loro nuova etichetta, la Atlantic Records.

## Tracce
1. Strange and Beautiful – 6:17 (Drenning, Midnight))
2. Promise Land – 5:22 (Drenning, Lords, Rauer)
3. Love and Dreams – 5:29 (Drenning, Lords, Midnight)
4. The Chant – 3:45 (Fredericksen, McKinley)
5. Dance on Fire – 5:27 (Drenning, Lords, Midnight)
6. Song for Angels – 5:19 (Drenning, Rauer)
7. In the Mood – 5:55 (Drenning, Lords, Midnight)
8. Starchamber – 7:28 (Drenning, Lords, Midnight)
9. Deep Inside Your Heart – 5:14 (Drenning, Lords, Midnight)
10. Make You Love Me – 4:05 (Drenning, Lords, Midnight)
11. Far Away – 4:44 (Midnight)

## Formazione
- Midnight – voce
- Jon Drenning – chitarra
- Jeff Lords – basso
- Ravi Jakhotia – batteria

### Ospiti
- John Avarese – tastiere
- Ric Sandler – pianoforte
- Daryl Burgee – percussioni
- Ron Kerber – sassofono
- Annette Hardeman, Charlene & Paula Holloway – cori